# Reproduction des poissons
 (novembre 2015).
Si vous disposez d'ouvrages ou d'articles de référence ou si vous connaissez des sites web de qualité traitant du thème abordé ici, merci de compléter l'article en donnant les références utiles à sa vérifiabilité et en les liant à la section « Notes et références ».
 (novembre 2015).

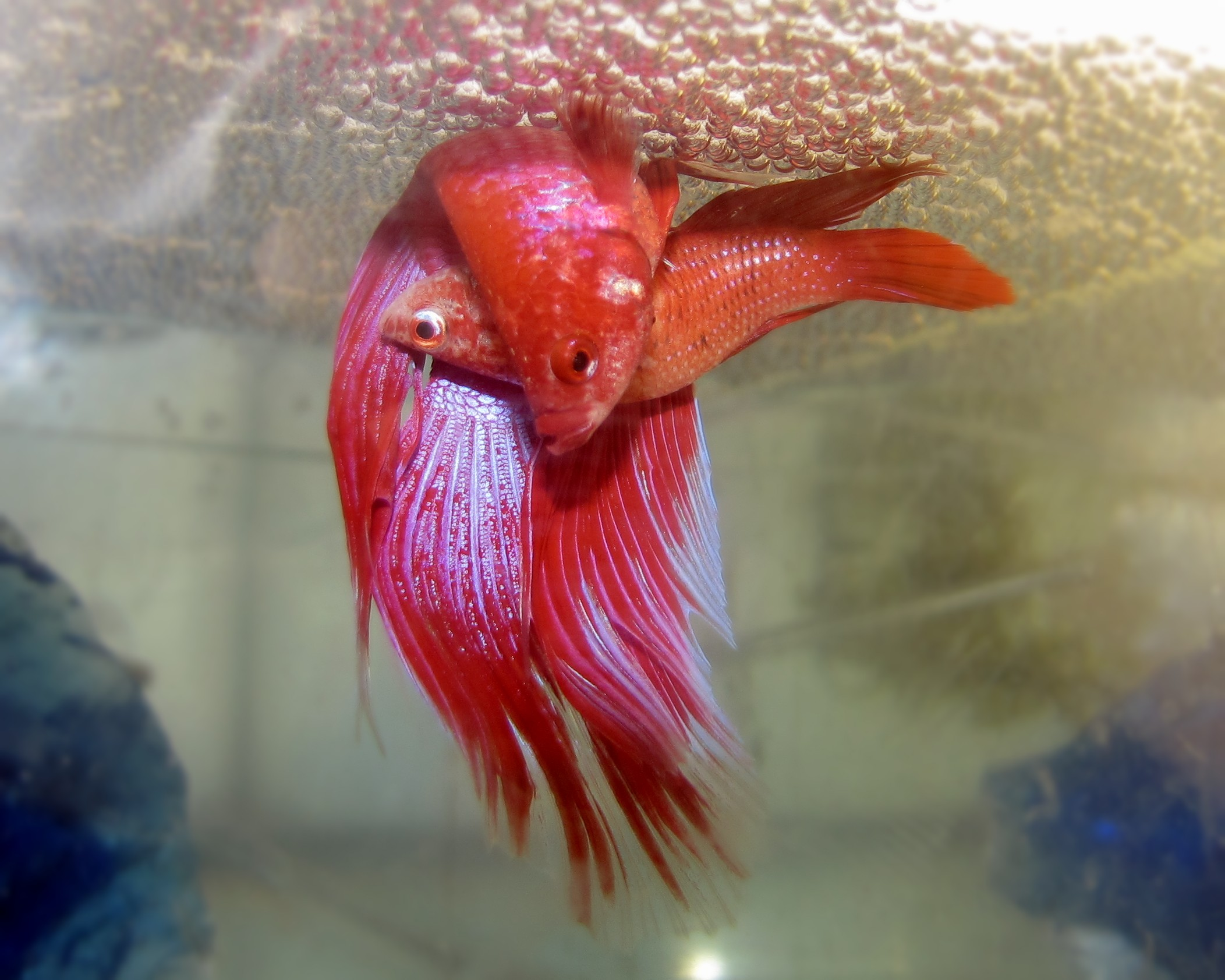
Copulation des poissons combattants

Comme tout organisme vivant, le poisson, pour pouvoir survivre et prospérer, doit être adapté à son milieu. L'apogée de cette lutte pour l'existence se concrétise par son aptitude à se reproduire (cet acte appelé le « frai ») plusieurs fois au cours de sa vie. La survie d'effectifs suffisants, générant une descendance nouvelle, face aux innombrables facteurs hostiles du milieu, est la clef de la réussite.

## Biologie de la reproduction
Pour que la reproduction réussisse, l'emplacement où le poisson lâche ses œufs, la frayère, doit réunir les conditions optimales d'oxygénation, de température, de nourriture et doit être quasiment indemne de prédateurs. Les poissons qui n'ont pas été capables de trouver de telles conditions de fraie sont progressivement éliminés. Cette aptitude est la clef de la fraie.
Au niveau comportemental, la reproduction entraîne de nombreux changements de vie chez le poisson. La plupart d’entre eux entament la construction de nids, d'autres poissons, de nature plus solitaire comme le Thymallus thymallus par exemple, se regroupent afin de se reproduire.

## Période de reproduction

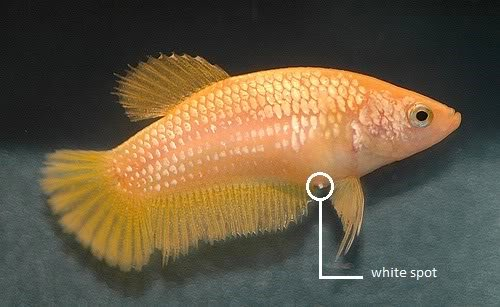
Femelle en période de ponte avec des boutons nuptiaux visibles

Lors des périodes de frai, il est difficile de faire la distinction entre les mâles et les femelles, en effet certains poissons ont la capacité de changer de sexe au cours de leur vie comme le fait le poisson-faucon ou encore le poisson-clown. Ce phénomène est appelé hermaphrodisme successif. Ces changements de sexe améliorent significativement les chances de reproduction chez les poissons.
En effet les organes génitaux des poissons se situent sous leur cavité abdominale, ils se trouvent au même emplacement chez les femelles et chez les mâles. De plus leur masse peut parfois représenter un tiers de la masse totale du poisson. 
Au cours de cette période, nous pouvons observer l'apparition de boutons nuptiaux sur la tête et les ouïes des poissons. Certaines espèces ont un mode de reproduction saisonnier, c'est-à-dire que leur période de reproduction varie selon les saisons, tandis que d'autres espèces possèdent des ovaires mûrs et fécondables tout au long de l'année. La reproduction peut seulement avoir lieu s'il y a maturité sexuelle du poisson.

## La maturité sexuelle
Contrairement aux mammifères, la maturité sexuelle des poissons n'a rien à voir avec l'âge, en effet elle est liée à leur taille et leur poids. Une fois qu'ils ont atteint une taille et un poids suffisants, ils peuvent procréer et perpétuer leur espèce. La maturité sexuelle dépend de plusieurs facteurs. Elle est retardée sous les climats froids, accélérée dans un environnement plus chaud, par exemple la carpe commune devient sexuellement mature dès sa première année dans les zones tropicales et subtropicales alors qu'il lui faut attendre trois ans pour atteindre le même stade en Europe centrale. On sait[réf. souhaitée] que les poissons qui se reproduisent deux ou trois fois par an sont sexuellement plus précoces que les géniteurs à reproduction saisonnière qui, eux, ne frayent qu'une fois par an, à une période déterminée.
Contrairement à notre espèce, une fois qu'ils ont atteint une taille et un poids suffisants, les poissons peuvent procréer et perpétuer leur espèce.
| Famille        | Espèce | Pays/région d'élevage                                                                        | Mode de fraie |
| -------------- | --- | -------------------------------------------------------------------------------------------- | --- |
| Acipenséridés  | Hybride de Huso huso(Huso huso (bélouga) et Acipenser ruthenus (Esturgeon sterlet))                                            | Russie et Europe orientale/Cours d'eau                                                       | Peut être reproduit artificiellement |
| Chanidés       | Chanos chanos(Milkfish) | Inde et Extrême Orient/Mer de la région                                                      | Pas de mode particulier |
| Plecoglossidés | Plecoglossus altivelis (Ayu)                                                                                                   | Japon/Mers et eaux douces                                                                    | Se reproduit dans les parties inférieurs des rivières                                                                                     |
| Corégonidés    | Coregenus peled (Peled, “Syrok”)                                                                                               | Russie/Lacs et rivières de Sibérie                                                           | Se reproduit l'hiver dans des lacs d'eau profonde                                                                                         |
| Corégonidés    | Coregonus lavaretus (lavaret)                                                                                                  | Tchécoslovaquie                                                                              | Se reproduit l'hiver dans des lacs d'eau profonde                                                                                         |
| Corégonidés    | Coregonus marena | Tchécoslovaquie                                                                              | Se reproduit l'hiver dans des lacs d'eau profonde                                                                                         |
| Anguillidés    | Anguilla anguilla (Anguille commune)                                                                                           | Europe/Eaux littorales; cours d'eau et lacs                                                  | Se reproduit en mer |
| Anguillidés    | Anguilla japonica (Anguille japonaise)                                                                                         | Japon et Chine                                                                               | Se reproduit en mer |
| Characidés     | Colossoma | Venezuela, Colombie, Pérou, Équateur et Brésil/Bassin de l'Amazone                           | Se reproduit en rivière |
| Characidés     | Mylossoma | Venezuela, Colombie, Pérou, Équateur et Brésil/Bassin de l'Amazone                           | Se reproduit en rivière |
| Characidés     | Brycon | Venezuela, Colombie, Pérou, Équateur et Brésil/Bassin de l'Amazone                           | Se reproduit en rivière |
| Anastomidés    | Leporinus copelandi (Piava) et autres espèces                                                                                  | Amérique du Sud/Cours d'eau                                                                  | Se reproduit en rivière |
| Citharinidés   | Citharidium |                                                                                              | Se reproduit dans les cours d'eau |
| Citharinidés   | Citharinus |                                                                                              | Se reproduit dans les cours d'eau |
| Citharinidés   | Distichodus |                                                                                              | Se reproduit dans les cours d'eau |
| Catastomidés   | Catostomus Commersonii (cyprin sucet ou carpe d'Amérique du Nord)                                                              | Amérique du Nord                                                                             | Se reproduit en rivière; fraie au printemps en eau peu profonde                                                                           |
| Catastomidés   | Ictiobus bubalus(poisson-buffle à petite bouche)                                                                               | États-Unis                                                                                   | Reproduction sur plantes aquatiques immergées dans terrains inondés                                                                       |
| Catastomidés   | Ictiobus cyprinellus (poisson-buffle à grosse bouche)                                                                          | États-Unis                                                                                   | Reproduction sur plantes aquatiques immergées dans terrains inondés                                                                       |
| Catastomidés   | Ictiobus Niger (black buffalo)                                                                                                 | États-Unis                                                                                   | Reproduction sur plantes aquatiques immergées dans terrains inondés                                                                       |
| Cyprinidés     | Cyprinus carpio (carpe commune)                                                                                                | Monde entier                                                                                 | Reproduction sur plantes aquatiques immergées en terrain fraîchement inondé ou en étangs                                                  |
| Cyprinidés     | Ctenopharyngodon idella (carpe chinoise)                                                                                       | Sibérie et Chine                                                                             | Pas de mode particulier |
| Cyprinidés     | Hypophthalmichthys molitrix (carpe argentée)                                                                                   | Sibérie et Chine                                                                             | Se reproduit en rivière |
| Cyprinidés     | Aristichthy nobilis (carpe à grosse tête)                                                                                      | Sibérie et Chine                                                                             | Se reproduit en rivière |
| Cyprinidés     | Mylopharyngodon piceus (carpe noire)                                                                                           | Malaisie/Vietnam/Thaïlande/Japon                                                             | Se reproduit en rivière |
| Cyprinidés     | Cirrhinus molitorella (carpe de vase)                                                                                          | Chine/Taïwan/Thaïlande/Malaisie                                                              | Se reproduit en rivière |
| Cyprinidés     | Megalobrama amblicephala (Brème de Wuchan)                                                                                     | Chine/cours d'eau                                                                            | Se reproduit en rivière |
| Cyprinidés     | Parabramis pekinensis (Brème "white amour")                                                                                    | Chine/cours d'eau                                                                            | Se reproduit en rivière |
| Cyprinidés     | Catla catla (catla) | Bangladesh/Inde/Pakistan/Birmanie/Népal/Malaisie et autres pays d'Extrême-Orient/cours d'eau | Reproduction en zones inondées |
| Cyprinidés     | Labeo rohita (rohu) | Bangladesh/Inde/Pakistan/Birmanie/Népal/Malaisie et autres pays d'Extrême-Orient/cours d'eau | Reproduction en zones inondées |
| Cyprinidés     | Currhinus mrigala (mrigal) | Bangladesh/Inde/Pakistan/Birmanie/Népal/Malaisie et autres pays d'Extrême-Orient/cours d'eau | Reproduction en zones inondées |
| Cyprinidés     | Labeo calbasu (kalbasu) | Bangladesh/Inde/Pakistan/Birmanie/Népal/Malaisie et autres pays d'Extrême-Orient/cours d'eau | Reproduction en zones inondées |
| Cyprinidés     | Puntius (Puntius javanicus, Puntius gonionotus, Puntius carnaticus; Puntius belinka; Puntius Ophoïdes et Puntius schwanefeldi) | Indonésie/Malaisie/Thaïlande/Inde/rivière et plans d'eau douce                               | Certaines espèces se reproduisent en rivière, d'autres aussi en étangs, peuvent être reproduit artificiellement                           |
| Cyprinidés     | Tinca tinca (tanche) | Europe/Inde/Indonésie/Japon/Australie                                                        | Se reproduit en étang, peut être reproduit artificiellement                                                                               |
| Cyprinidés     | Tor tor (mahseer) | Inde                                                                                         | Se reproduit en rivière et peut être reproduit artificiellement                                                                           |
| Cyprinidés     | Osteochilus hasselti (nilem)                                                                                                   | Indonésie/Malaisie/Thaïlande                                                                 | Se reproduit dans les lacs et les rivières                                                                                                |
| Siluridés      | Silurus glanis (grand silure, ou glane, d'Europe centrale)                                                                     | Europe/bassin du Danube                                                                      | Se reproduit en eaux fermées et artificiellement                                                                                          |
| Ictaluridés    | Ictalurus punctatus (ictalure tacheté)                                                                                         | États-Unis et pays d'Amérique centrale                                                       | Se reproduit en zones inondées |
| Claridés       | Clarias batrachus (magur) | Thaïlande/Inde/Pakistan/Malaisie et Vietnam                                                  | Se reproduit en eaux fermées; la reproduction naturelle peut être stimulé en creusant des trous de 20 à 30 cm de diamètre près des berges |
| Claridés       | Clairias macrocephalus | Thaïlande/Inde/Pakistan/Malaisie et Vietnam                                                  | Se reproduit en eaux fermées; la reproduction naturelle peut être stimulé en creusant des trous de 20 à 30 cm de diamètre près des berges |
| Claridés       | Clairias lazera | Afrique                                                                                      | Peut se reproduire pas hypophysation |
| Claridés       | Heteropneustes fosilis (singhi)                                                                                                | Inde et Pakistan                                                                             | Se reproduit en étangs et aussi artificiellement par hypophysation                                                                        |
| Pangasidés     | Pangasius sutchi (Pla swaï: poisson chat d'Asie)                                                                               | Thaïlande et Vietnam                                                                         | Se reproduit en rivière; peut se reproduire par hypophysation                                                                             |
| Pangasidés     | Pangasius pangasius (Pangas)                                                                                                   | Inde                                                                                         | Se reproduit en rivière |
| Esocidés       | Esox lucius (Brochet) | Europe et Amérique du Nord                                                                   | Se reproduit en rivière |
| Anabantidés    | Helostoma temmincki (kissing gourami)                                                                                          | Extrême-Orient                                                                               | Se reproduit en eaux fermées; maturité sexuelle en 12 à 18 mois, ponte tous les 6 mois                                                    |
| Anabantidés    | Osphronemus (Olfax) Goramy (Gourami géant)                                                                                     | Inde et Extrême-Orient                                                                       | Pond en étangs suffisamment profond (1 m à 1,50 m), avec végétation immergée                                                              |
| Anabantidés    | Trichogaster pectoralis (Gouram "snake skin" ou Sepat siam)                                                                    | Extrême-Orient                                                                               | Se reproduit en eaux fermées, riches en oxygène et en plantes aquatiques immergées                                                        |
| Anabantidés    | Trichogaster trichopterus (Gourami d'aquarium à trois tâches)                                                                  | Extrême-Orient                                                                               | Se reproduit en eaux fermées, riches en oxygène et en plantes aquatiques immergées                                                        |
| Mugilidés      | Mugil cephalus (mulet cabot)                                                                                                   | Dans de nombreuses régions du monde                                                          | Se reproduit en mer; reproduction induite possible par hypophysation                                                                      |
| Mugilidés      | Mugil tade (mulet) | Pakistan/Inde et Indonésie/ mer Rouge et eaux côtières                                       | Se reproduit en mer |
| Mugilidés      | Mugil dussumier (mulet) | Inde/Pakistan/Indonésie                                                                      | Se reproduit en mer |
| Percidés       | Stizostedion (Lucioperca lucioperca);(Sandre)                                                                                  | Europe                                                                                       | Pond sur nids en eaux fermées |
| Percidés       | Stizostedion vitreum vitreum ("walleye")                                                                                       | Amérique du Nord                                                                             | Se reproduit en eaux fermées |
| Centrachidés   | Lepomis (perche soleil) | Amérique du Nord                                                                             | Se reproduit en eaux fermées |
| Centrachidés   | Micropterus salmoides (achigan à grande bouche)                                                                                | Dans de nombreuses parties du monde                                                          | Se reproduit en eaux fermées |
| Sciaenidés     | Plagioscion squamosissimus | Amérique du Nord                                                                             | Se reproduit en eaux fermées |
| Cichlidés      | Tilapia | Afrique/Asie/Amériques                                                                       | Se reproduit facilement en eaux fermées, incubation buccale                                                                               |
| Cichlidés      | Haplochromis mellandi | Zaïre et Zambie                                                                              | Se reproduit facilement en eaux fermées, incubation buccale                                                                               |
| Cichlidés      | H. carlottae | Zaïre et Zambie                                                                              | Se reproduit facilement en eaux fermées, incubation buccale                                                                               |
| Cichlidés      | Astatoreochromis alluaudi | Zaïre et Zambie                                                                              | Se reproduit facilement en eaux fermées, incubation buccale                                                                               |
| Cichlidés      | Cichla | Amérique latine                                                                              | Reproduction facile |
| Cichlidés      | Astronotus | Amérique latine                                                                              | Reproduction facile |
| Cichlidés      | Serranochromis | Katanga (Congo)                                                                              | Incubation buccale |
| Cichlidés      | Etroplus suratensis ("pearlspot")                                                                                              | Inde                                                                                         | Reproduction spontanée en étangs d'eau douce                                                                                              |

## Saisons de reproduction
Certaines espèces de poissons se reproduisent deux ou trois fois par an pour régénérer leur descendance plus facilement. Les géniteurs choisissent donc une saison particulière et ne se reproduisent que pendant cette période, ils peuvent cependant frayer plusieurs fois au cours de cette dernière. C'est le cas du Tilapia qui, lui, fraie toute l'année. Le développement des gonades ne s'effectue donc que jusqu'à un certain stade, après quoi les glandes sexuelles demeurent au repos jusqu'à ce que surviennent des conditions de milieu favorables. La phase de repos des glandes sexuelles peut durer plusieurs mois. L'arrivée de la saison appropriée déclenche ensuite le redémarrage du développement gonadal qui s'achève par la reproduction. Une fois cette dernière phase enclenchée, le développement des ovules ne peut s'arrêter ou régresser. Si les conditions du milieu ne sont pas suffisamment bonnes pour provoquer le développement final des ovules, la phase dormante se poursuit jusqu'à ce que l'un des facteurs du milieu, l'oxygène ou la température par exemple, s'améliore. Si un des facteurs vient à empirer, les œufs entament le processus de résorption. Le poisson n'a alors plus aucune chance de frayer cette année là.
Dans la nature, il arrive souvent que la ponte de poissons matures avorte. Si un géniteur de rivière évolue dans un milieu en eaux fermées, les gonades de ce dernier ne se développent que jusqu'à un certain stade et restent ainsi dormantes jusqu'à résorption. C'est un processus qui peut se répéter tous les ans sans jamais aboutir à la ponte. Chez ces poissons, la reproduction peut cependant s'effectuer par induction artificielle de l'ovulation au moment convenable. Après la ponte, de nouveaux ovules commencent aussitôt à se former et continuent de se développer jusqu'à la phase dormante. En ayant recours à l'induction artificielle de l'ovulation, ce même poisson, qui est un géniteur saisonnier, peut se reproduire deux à trois fois par an.
La plupart des poissons d'eau douce fraient au printemps, d'autres au moment des crues, quand le niveau d'eau augmente dans les  rivières et les lacs. Les poissons tropicaux et subtropicaux fraient, eux, pendant la saison des pluies, au moment où la ponte a le plus de chance de survivre dans les eaux troubles et les courants rapides.

## Zones de frai
Le frai des poissons d'eau douce se déroule dans trois types d'emplacements différents : les eaux fermées, les eaux courantes et les zones inondées. À l'intérieur de ces trois types d'emplacements, les endroits choisis par les poissons pour se reproduire dépendent de leurs habitudes.

### Frai en eaux fermées
Les espaces de reproduction changent selon les espèces. Lorsque les œufs sont adhérents, les poissons les disséminent dans la végétation immergée d'eau, sur les pierres ou le gravier. La sciaenidé Plagioscion squamosissimus déverse ses œufs à la surface de l'eau où ils se développeront plus tard. Pour les espèces, comme le sandre ou encore l'ictalure tacheté, la ponte s'effectue sur un emplacement unique sur lequel les œufs adhèrent en bloc, ou dans une sorte de nid. D'autres, comme le Hypostomus, recherchent des trous ou des fissures dans l'argile principalement, mais aussi dans la roche pour y pondre.
Certains poissons privilégient leur propre construction pour pondre, ils sont appelés nidificateurs. Ils construisent un nid à l'aide de matériaux comme des racines de plantes aquatiques ou d'arbres longeant les berges qu'ils assainissent après les avoir retirés de la vase. Certains d'entre eux récupèrent les matériaux l'un après l'autre, comme le Tilapia ou encore le gourami, alors que d'autres espèces comme les espèces d'Extrême-Orient et d'Amérique du Sud réalisent leur nid avec des bulles d'air regroupées à la surface de l'au (nids appelés radeaux d'écume). L'incubation buccale, pratiquée par plusieurs poissons dont les Tilapia, est une façon de procéder également très efficace.
Globalement, parmi les géniteurs tropicaux et subtropicaux, peu de poissons laissent leurs œufs seuls dans la nature : la plus grande partie des espèces surveillent et protègent leurs œufs de façon active, en les défendant comme la bouvière par exemple. Selon les différentes races de poissons, les géniteurs sont parfois amenés à monter la garde de leur propre progéniture.

### Fraie en eaux courantes
La ponte en eaux courantes a un très gros avantage, en effet la turbidité et le mouvement continu de l'eau offrent une protection très efficace des œufs et des larves. Les œufs non adhérents flottants, semi-flottants ou qui roulent dans les remous doivent absorber assez d'oxygène pour que leur développement se passe correctement. Les larves, quant à elles, peuvent se dissimuler facilement pour se mettre à l'abri des prédateurs. Les œufs et les larves sont amenés en aval et vers les rives. Beaucoup dévient dans les zones inondées, ces dernières sont en effet riches en organismes vivants, nécessaires au développement des nouveau-nés et des alevins.
Certaines espèces pondent leurs œufs sur des matériaux qui tapissent le lit de la rivière, comme des racines, des branches ou feuilles d'arbres, des pierres, ou encore du gravier, empêchant ainsi les prédateurs de découvrir les œufs.

### Frai en zones inondées
Les champs nouvellement inondés sont des lieux de frayères recherchés pour la ponte comme pour la croissance des nouveau-nés. Ces espaces sont généralement sans ennemis, étant donné que la crue tue la faune terrestre et que les prédateurs aquatiques n'ont pas suffisamment de temps pour se développer. L'eau est habituellement chaude et riche en oxygène, facteurs qui sont favorables au développement des œufs et des larves. Les poissons qui se reproduisent dans ce milieu ont en général des œufs adhérents dont les larves sont du type suspendu.

## La ponte

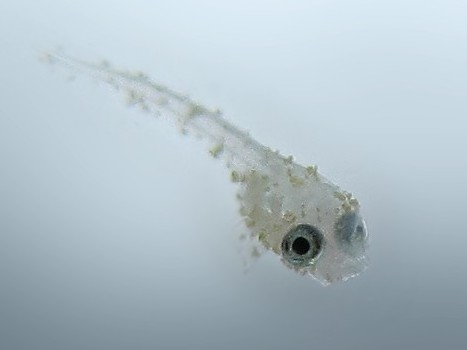
Alevin

Le nombre d’œufs pondus par la femelle varie en fonction de son espèce et sa taille, cela peut aller d'une centaine d’œufs, c'est à peu près le nombre d’œufs pondus par le poisson vivipare , jusqu'à plusieurs millions, le poisson-lune  étant le recordman avec plus de 300 millions d’œufs en une ponte. Leurs façons de pondre sont très variées: certaines espèces creusent des nids, d'autres recouvrent leurs œufs, et d'autres encore préparent un lit d'algues pour protéger leurs œufs.

## La fécondation
La fécondation chez les poissons (ovulipares et non ovipares) se fait de manière assez particulière. En effet, pendant que la femelle émet ses ovules dans l'eau, autrement dit en milieu aquatique, le mâle se colle à elle et répand sa semence sur ces derniers afin de les féconder. Un ovule fécondé s'appelle un œuf. C'est ce que l'on appelle la fécondation externe, c'est-à-dire que la fécondation se déroule en milieu marin, à l'extérieur des deux corps des poissons. Si au bout de quelques jours, les œufs laissent apparaître un petit point noir sur leur surface, cela veut dire que la fécondation est réussie.
Un nombre réduit des œufs éclosent finalement et laissent s'échapper des larves et des alevins qui partiront en premier à la recherche de nourriture afin de survivre.
D'autres groupes de poissons: les ovivipares (Guppies, Platies, Mollies, Xipho…) et les vivipares (Goodéidés ex Xenotoca…) pratiquent une fécondation interne.